# Тюра, Виталий Александрович
Виталий Александрович Тюра (родился 22 июня 1995 года в Новокузнецке) — российский регбист, игрок клуба «Красный Яр».

## Биография
Первоначально Виталий занимался греко-римской борьбой, где добился определённых результатов. По примеру некоторых спортсменов (Готовцев, Зыков, Битиев) переходит из борьбы в регби. Осенью 2015 года начал заниматься регби, прошёл всю предсезонку с клубом и был заявлен на сезон-2016 года. За основной состав дебютировал в победном поединке (5:84) 1/8-й финала розыгрыша Кубка России против «80-х». Постепенно стал основным игроком стартового состава.

## Интересные факты
Любимой книгой называет роман А. Дюма «Граф Монте-Кристо» которую прочитал взахлёб.
Мечтает попасть на фестиваль «Burning Man».